# Kenneth Koch
Kenneth Koch, född 27 februari 1925 i Cincinnati, Ohio, död 6 juli 2002 i New York, var en amerikansk poet.

## Verksamhet
Alltsedan början av 1950-talet och efter studier vid Harvard och en kort vistelse i Paris var Kenneth Koch verksam i New York som poet, dramatiker och lärare i poesi. Han debuterade 1953 med diktsamlingen Poems, utgiven på Tibor de Nagy Gallery, samma udda, lilla förlag som Frank O'Hara året innan och John Ashbery samma år. 1959 började han undervisa vid Columbia University, där han blev professor i engelska 1971. Han har publicerat arton diktsamlingar, två romaner, fem pjäsvolymer och sex böcker om konsten att läsa och skriva poesi. Han var en av poeterna i den så kallade New York School of Poets eller New York-skolan.

## Svenska översättningar
- Att lära barn skriva poesi, en essä (Lyrikvännen 5/79, s 14-24)
- 3 x New York (även dikter av John Ashbery och Ron Padgett i översättning av Gunnar Harding, LeanderMalmsten, 1998)
- Nya tilltal ("New addresses", 2000) (översättning Michael Economou och Vasilis Papageorgiou, med ett porträtt av poeten av Lo Snöfall, Theatron/biblia, 2004)
- Om estetik (dikten "On Aesthetics" ur samlingen One Train, 1994) (översättning Jonas Ellerström, Trombone, 2013)